# راي توماس (سياسي)
راي توماس هو سياسي أمريكي، ولد في 15 يونيو 1810 في ريتشموند في الولايات المتحدة، وتوفي في 16 أكتوبر 1883. نشط حزبياً في الحزب الديمقراطي.